# Американська імперія: кров і залізо
«Американська імперія: Кров і залізо» (англ. American Empire: Blood and Iron) — перший альтернативно-історичної трилогії «Американська імперія» американського письменника Гаррі Тертлдава Гаррі Тертлдава. Це продовження роману «Як мало їх залишилося» та трилогії «Велика війна» та є частиною циклу «Південна перемога».
Кров і залізо охоплює події, що відбулися безпосередньо після завершальних подій «Великої війни: Прориви». Він переносить TL-191 на Землю з 1917 по 1924 рік.

## Стислий опис сюжету
Велика війна закінчилася, переможцями вийшли Сполучені Штати Америки та їх союзник Німецька імперія. Після поразки від Конфедеративних Штатів Америки в 1862 і 1882 роках Сполучені Штати тріумфували і помстилися за ті приниження, які так озлоблювали їх протягом багатьох років. У КША колишній солдат на ім'я Джейк Фезерстон приєднується до фашистської Партії свободи і використовує її як свою платформу для початку захоплення уряду Конфедерації та помсти як США, так і групам, які, на його думку, «вдарили ножем у спину КША»: чорні жителі півдня, південна аристократія та партія вігів. Невдовзі він стає лідером партії та накидає розлючених ветеранів на своїх ворогів.
Тим часом консервативний уряд США і чинний президент-демократ Теодор Рузвельт, який балотувався на третій термін, програли президентські вибори 1920 року. На зміну Рузвельту та його віце-президенту Волтеру МакКенні приходить партія мас: Соціалістична партія Америки президента Ептона Сінклера та віце-президента Осії Блекфорда (який одружується з членом Конгресу Флорою Гамбургер). Ігноруючи загрозу, що насувається з півдня, соціалісти зосереджуються на покращенні життя своїх громадян — ціною скорочення його оборони та армії. 4 березня 1921 року на велику радість Соціалістичної партії Сінклер був інавгурований президентом Сполучених Штатів.
Пізніше в 1921 році Джейк Фетерстон балотується на посаду проти Вейда Гемптона V з партії вігів і Ейнсворта Лейна з радикальних лібералів. Фезерстон програє Гемптону з незначною перевагою, але вирішує продовжувати боротьбу. У червні 1922 року президент Гемптон був убитий членом Партії свободи Грейді Калкінсом через три місяці після закінчення терміну його повноважень. Це призводить до значного скорочення членства в Партії свободи, оскільки серед такого гучного збентеження її залишають члени, друзі та союзники. Це вбивство викликає рідкісне співчуття Сполучених Штатів, що поклало край тяжкому тягарю репарацій, покладеному на КША. Це значною мірою сприяє відродженню валюти КША, яка постраждала від руйнівної інфляції після завершення Великої війни. Народна недовіра до Партії свободи та нова сила паперових грошей Конфедерації призводять до підтримки новопризначеного президента вігів Бертона Мітчела. Соціалісти Сполучених Штатів також не мають кращого уявлення про те, що робити з чорними в Північній Америці, і ігнорують тяжке становище членів Конфедерації.
У Канаді генерал-губернатор Джордж Кастер править колишнім домініоном у залізних рукавичках, переживши кілька замахів на нього з боку манітобського фермера Артура Макґреґора. Кастер вбиває МакҐреґора бомбою під час останнього замаху фермера, коли той проходить парадом через Розенфельд, Манітоба. У цей момент герой війни змушений піти у відставку через нову соціалістичну адміністрацію. Сінклер прагне повернути США до мирних часів, сподіваючись, що якщо ставитися до сусідів з повагою, то війни не буде більше ніколи. Він досить популярний, щоб виграти переобрання у 1924 році — того ж року Партія свободи починає залучати своїх прихильників до громадянської війни в Мексиці (порівняйте з реальною громадянською війною в Іспанії 1936-39 років), де США підтримали республіканських повстанців, але їхня мізерна підтримка була обмеженою, порівняно з припасами, зброєю та бочками (танками), які Конфедерація надала мексиканському імператору Максиміліану ІІІ.

## Відгуки
Пітер Кенон у своїй рецензії для Publishers Weekly сказав, що «спостереження за історичними процесами в дії є справжньою привабливістю роману. Знаючи, що сталося в нашій часовій шкалі, читачі захочуть уявити результати різних виборів». Дон Д'Аммаса, який писав для Science Fiction Chronicle, вважав цю книгу цікавішою, ніж попередні три, тому що «Тертлдов проводить більше часу зі своїми героями та мотивами, що стоять за різними подіями, а не зупиняється на неминучих військових зіткненнях».